# Henri Deudon
Pour les articles homonymes, voir Deudon.
Henri Deudon, né le 13 février 1910 à Haussy et mort le 14 juillet 1990 à  Valenciennes, est un coureur cycliste français, professionnel de 1929 à 1932.

## Biographie
Henri Deudon est le fils de Blanche Clowez (1884-1956), née à Hautmont (Nord) et de Henri Deudon (1878-), né à Haussy et électricien de profession.
Son frère ainé, Edouard, est mort en bas âge et sa sœur, Henriette, née en 1912, est morte en 2006 à l'âge de 93 ans.
Il se marie fin février 1936 à Anzin avec Marguarète Marie Zimolong. Ils n'auraient pas eu d'enfant. 
Dans son palmarès de coureur cycliste professionnel, on peut noter sa troisième place à la sixième étape du Tour de l'Ouest 1931, une étape de 207 km entre Le Mans et Caen, remportée par François Haas.

## Palmarès
- 1929
  - Circuit du Port de Dunkerque
- 1930
  - Circuit franco-belge
  - Circuit de la Vallée de l'Aa
  - 2e de Paris-Contres
  - 3e du Circuit minier et métallurgique du Nord
- 1931
  - Paris-Cambrai
  - Paris-Valenciennes
  - 6e et 9e étape du Tour de Belgique indépendants
  - 2e du Tour de Belgique indépendants
  - 2e de Paris-Lens